# Caldeira de Rotorua

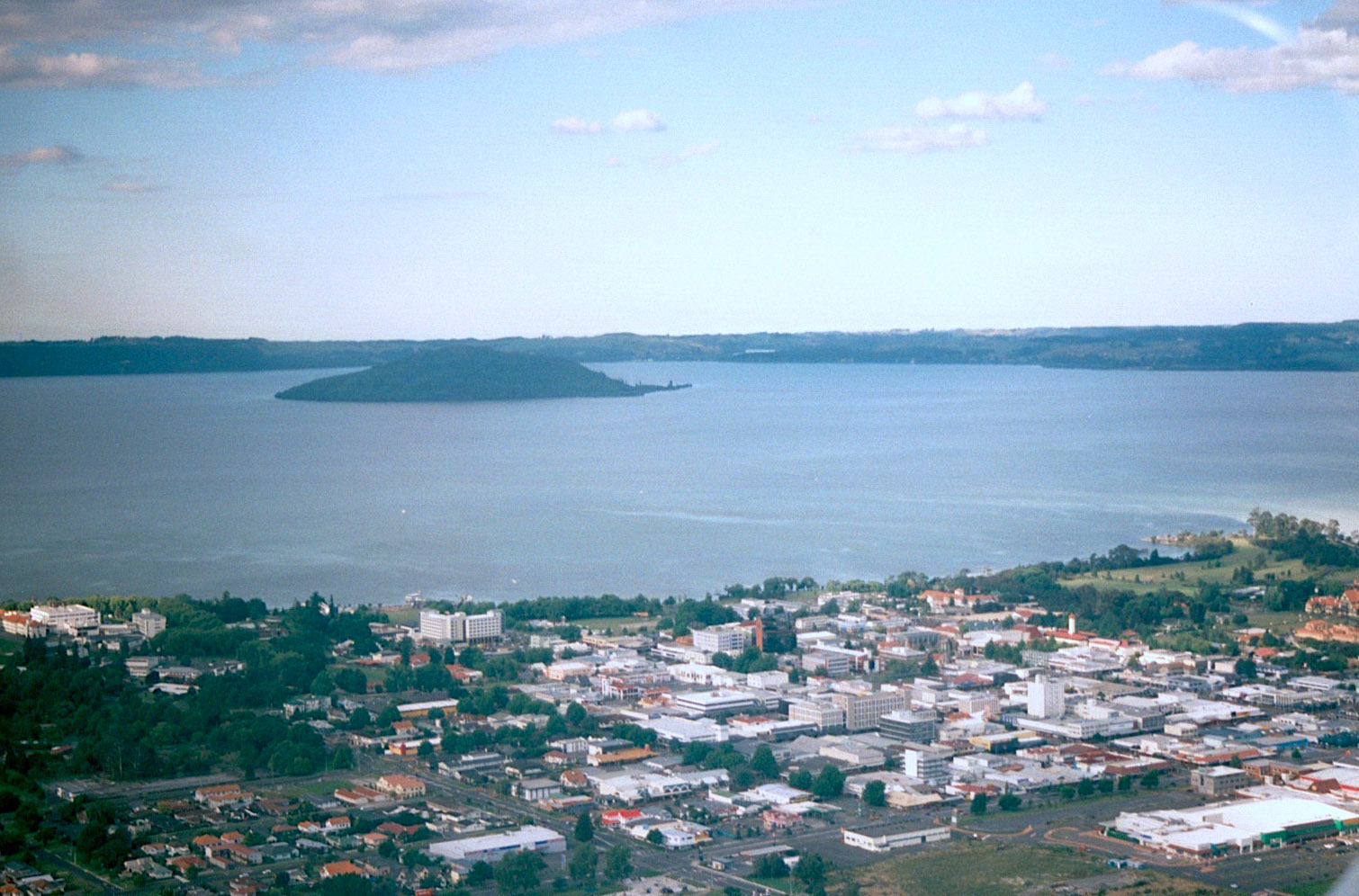
Photo aérienne de Rotorua : au loin, l'île Mokoia dans le lac Rotorua

La caldeira de Rotorua est une caldeira formée par l'un des grands volcans de la zone volcanique de Taupo, sur l'île du Nord de la Nouvelle-Zélande.
Sa dernière grande éruption date d'environ 240 000 ans ; l'ignimbrite de Mamaku est alors répandu sur environ 4 000 km2. Après l'éruption on voit l'effondrement de la chambre magmatique située en dessous du volcan. La dépression circulaire laissée par cet évènement est la caldeira, d'environ 22 km de diamètre, aujourd'hui remplie par le lac Rotorua. La ville de Rotorua est située sur ses rives. L'île Mokoia, près du centre du lac, est un dôme de rhyolite.